# استخطاط
في الرياضيات، الإخطاط أو الاستخطاط[بحاجة لمصدر] (بالإنجليزية: Linearization)‏ هو عملية الهدف منها تقريب معادلة أو نظام حركي غير خطي الذي يوصف بمعادلات تفاضلية غير خطية بنظام حركي خطي، وذلك لما تحمله النظم الخطية من سهولة في المعالجة. تستخدم هذه الطريقة في العديد من فروع العلوم مثل الهندسة التطبيقية والفيزياء والاقتصاد وعلم البيئة.

## إخطاط دالة

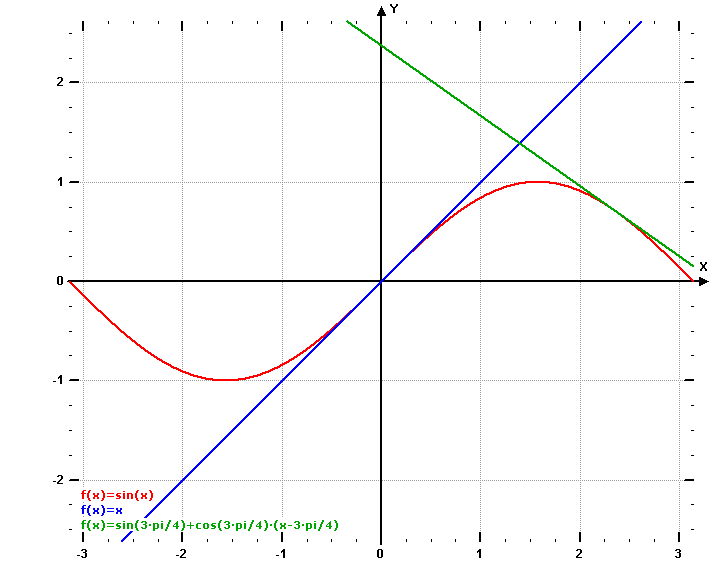
مثال: إخطاط دالة (sin(x عند نقطتين
بالأزرق:
بالأخضر:

إخطاط دالة هو عبارة عن خط مستقيم يستخدم في أغراض تبسيط الحساب. عادة يتم إخطاط أي دالة {\displaystyle {\mathcal {}}y=f(x)} عند نقطة
{\displaystyle {\mathcal {}}x=a} باستخدام ميل الدالة عند {\displaystyle {\mathcal {}}x=b}، وذلك بافتراض أن
{\displaystyle {\mathcal {}}f(x)} هو دالة مستمرة على المجال
{\displaystyle {\mathcal {}}[a,b]} وأن {\displaystyle {\mathcal {}}a} قريبة جداً من النقطة {\displaystyle {\mathcal {}}b}.
يعطى إخطاط لدالة مستمرة عند النقطة {\displaystyle {\mathcal {}}x=a} بالمعادلة:
{\displaystyle y=f(a)+f'(a)(x-a)\,}
حيث {\displaystyle {\mathcal {}}x=a}, {\displaystyle {\mathcal {}}f(a)=f(x)}. مشتق الدالة {\displaystyle {\mathcal {}}f(x)} هو {\displaystyle {\mathcal {}}f'(x)}، وميل الدالة {\displaystyle {\mathcal {}}f(x)} عند النقطة {\displaystyle {\mathcal {}}a} هو {\displaystyle {\mathcal {}}f'(a)}.

## مثال
على سبيل المثال، قد تعلم أن {\displaystyle {\sqrt {4}}=2}، ولكن وبدون آلة حاسبة ما الذي يمكن أن يكون تقريباً جيداً للقيمة {\displaystyle {\sqrt {4.001}}={\sqrt {4+.001}}} ؟
من أجل إيجاد قيمة {\displaystyle {\sqrt {4.001}}}، نستخدم معرفتنا بأن {\displaystyle {\sqrt {4}}=2}. وعندها يكون إخطاط
{\displaystyle f(x)={\sqrt {x}}} عند النقطة
{\displaystyle {\mathcal {}}x=a}
{\displaystyle y={\sqrt {a}}+{\frac {1}{2{\sqrt {a}}}}(x-a)}
، لأن الدالة {\displaystyle f'(x)={\frac {1}{2{\sqrt {x}}}}} تعرف ميل الدالة {\displaystyle f(x)={\sqrt {x}}} عند {\displaystyle {\mathcal {}}x}. وبتعويض قيمة {\displaystyle {\mathcal {}}a=4}، يكون إخطاط عند {\displaystyle {\mathcal {}}4} مساوياً {\displaystyle y=2+{\frac {x-4}{4}}}. وفي هذه الحالة {\displaystyle {\mathcal {}}x=4.001}، إذاً {\displaystyle {\sqrt {4.001}}} يساوي تقريباً
{\displaystyle 2+{\frac {4.001-4}{4}}=2.00025}. القيمة الحقيقية قريباً جداً من
{\displaystyle {\mathcal {}}2.00024998} ؛ وبهذا يكون تقريب إخطاط ذو خطأ أقل من 1 بالمليون بالمائة.

## مواضيع متعلقة
- مبرهنة الإخطاط
- مصفوفة جاكوبي
- متسلسلة تايلور
- مبرهنة هارتمان غروبمان